# Paitomus primus
Paitomus primus är en mångfotingart som beskrevs av Chamberlin 1957. Paitomus primus ingår i släktet Paitomus och familjen orangeridubbelfotingar. Inga underarter finns listade i Catalogue of Life.